# La aventura del saber
La aventura del saber es un programa español de televisión emitido por La 2 de TVE. Con 32 años ininterrumpidos de emisión, es uno de los espacios más longevos de la historia de la televisión en España. El 13 de junio de 2024 cumplió 5000 emisiones. 

## Formato
Dado a conocer públicamente en 1992 por Alfredo Pérez Rubalcaba y Jordi García Candau, a la sazón ministro de Educación y Ciencia y director general de RTVE, fue producto de un convenio de colaboración entre ambas instituciones públicas. Se trata de un programa que responde a la condición de servicio público de Radiotelevisión Española, con un contenido eminentemente divulgativo. Destinado a ampliar conocimientos entre los ciudadanos sobre materias dispares como cultura, ciencia, tecnología o medio ambiente, combina la emisión de reportajes con entrevistas y tertulias en plató.

## Equipo
El programa comenzó sus emisiones el martes, 13 de octubre de 1992 y en un principio, fue dirigido por José Manuel Pérez Tornero e Isabel Alonso, siendo su primera presentadora María San Juan. Posteriormente, Pablo García y luego Manuel Espín se pone al frente del espacio. Con la Realización de José Manuel Ruiz Moreno 1995-1998.  
En 1995, Lucía Riaño compartió presentación con San Juan. Tres años más tarde, Salvador Gómez Valdés asume la copresentación, de nuevo junto a San Juan, que se mantiene hasta 2007, es decir, quince años ininterrumpidos. 
En julio de 2007, Valdés deja la presentación al ser designado director del programa. Durante la temporada 2007-2008, lo presenta Rosa Correa y entre 2008 y 2018 María José García, junto con Salvador Gómez Valdés.  
Durante una temporada —2018-2019—, Valdés asumió las labores de presentación en solitario. Desde noviembre de 2019, se suma como copresentadora Mara Peterssen. Él se jubiló en octubre de 2022, momento en que  Mara asume además también la codirección junto con Lourdes Martín. Desde entonces el copresentador es Fede Cardelús.   
El 13 de junio de 2024, coincidiendo con el programa 5000, hubo una edición especial, fuera de plató, en el Instituto del Patrimonio Cultural de España, con invitados como Luis García Montero, director del Instituto Cervantes,y Sara García Alonso, biotecnóloga y astronauta española en la reserva de la Agencia Espacial Europea (ESA). 

## Invitados
Por el plató del programa han pasado Antonio Muñoz Molina, Juan Eslava Galán, Ian Gibson, Pilar Alegría, María Blasco, Federico Mayor Zaragoza, Reyes Mate, Luis Alberto de Cuenca, Pablo Simón, Daniel Innerarity, Elia Barceló, Nicolás Sartorius, Baltasar Garzón, Laura Rojas-Marcos, José Manuel Sánchez Ron, José Antonio Marina, Lorenzo Silva, Juan Luis Arsuaga, Miguel Delibes, Fernando Savater, Leopoldo Calvo-Sotelo, Mariano Barbacid, Manuel Vázquez Montalbán, Francisco Fernández Ochoa y José Antonio Labordeta.